# 한양대학교 박물관
한양대학교 박물관(漢陽大學校 博物館, Hanyang University Museum)은 서울특별시 성동구에 위치한 대한민국의 종합 박물관이다. 1979년 한양대학교가 설립해 현재까지 운영중에 있다. 1980년, 박물관 단독 건물이 완공되어 입주한 바 있다. 성동구의 유일한 대학 박물관이다.

## 연혁
- 1979년 12월 1일: 한양대학교 박물관 개관

## 전시실
한양대학교 박물관은 총 4층 규모의 전시실을 가지고 있다. 상설 전시실로 도자·서화·생활민속실과 고고역사실을 4층과 5층 등에 가지고 있으며, 2층과 3층은 연구실과 기획전시실로 이용된다.

## 관람
- 10:00 ~ 17:00 (공휴일, 일요일 휴관)
- 관람료: 무료
- 한양대학교 캠퍼스 내 위치

## 같이 보기
- 한양대학교